# Nukleare Festkörperphysik
Die nukleare Festkörperphysik ist ein Teilbereich der Experimentalphysik, bei dem kernphysikalische Messmethoden benutzt werden, um Eigenschaften von Festkörpern zu untersuchen. Ihre Messmethoden umfassen einen weiten Bereich verschiedener Effekte. Zum einen werden radioaktive Isotope verwendet, deren Kernstrahlung gemessen wird. Zum anderen werden stabile Isotope über die Wechselwirkung des Kerns mit elektromagnetischer Strahlung oder Teilchenstrahlung untersucht. Gemein ist allen diesen Methoden dabei nur, dass Eigenschaften bzw. Wechselwirkungen des Atomkerns für die Messung genutzt werden.
In der Forschung werden die Messmethoden der nuklearen Festkörperphysik von der Festkörperphysik und Festkörperchemie verwendet, um z. B. Informationen der lokalen Struktur in Kristallen zu erhalten. Dabei werden ausgewählte radioaktive Isotope als Messsonde verwendet, die in speziellen Einrichtungen, wie z. B. ISOLDE am CERN, hergestellt werden. Andere Methoden nutzen Teilchenstrahlung, um Streuung oder Kernreaktionen zu untersuchen. Dies erlaubt, abhängig von der konkreten Methode, qualitative Messungen von Elementkonzentrationen bis hin zur Messung quantitativer Tiefenverteilungen.
Die Methoden der nuklearen Festkörperphysik zeichnen sich auch darin aus, dass sie den Bereich der reinen Experimentalphysik überschritten haben und Anwendung finden in der Chemie, Molekülchemie, Geologie, Biologie und Medizin. Durch die Nutzung der Eigenschaften speziellen von Atomkernen kann so eine Information gewonnen werden, die in anderen Methoden nicht zugänglich ist.

## Messmethoden
Grundsätzlich können Methoden unterschieden werden in makroskopische und atomar-mikroskopische Methoden. Makroskopische Methoden beziehen sich auf Effekte, die z. B. über ein ganzes Kristallgitter gemittelt sind, wie z. B. die Neutronenbeugung. Atomar-mikroskopische Methoden beziehen sich auf die lokale Struktur um das Sondenatom herum. Der Effekt ist räumlich stark begrenzt und kann beispielsweise auch in isolierten Molekülen gemessen werden.

### Makroskopische Methoden
- Die Neutronenstreuung ist die bekannteste Messmethode in dieser Gruppe, bei der Neutronen mit ausgewählter Bewegungsenergie mit Atomkernen an einem Probekörper, meinst ein Kristallgitter, wechselwirken. Bei der elastischen Streuung werden Interferenzeffekte beobachtet, um z. B. die Struktur eines Kristalls zu untersuchen oder seine magnetische Struktur, die mit Röntgendiffraktion nicht zugänglich ist. Bei inelastischer Streuung lässt sich hingegen eine Energieanregung ermitteln. Instrumente für Neutronenstreuung sind aufgrund der Eigenschaften des Neutrons meist räumlich sehr groß.

- Mit der Rutherford-Rückstreuung (Engl: Rutherford Backscattering, RBS) können dünne Schichten untersucht werden, wobei leichte Ionen aus Wasserstoff oder Helium auf den Probekörper geschossen werden. Aus der Rückstreuenergie und dem Rückstreuwinkel können Rückschlüsse auf die Zusammensetzung der Oberflächenschicht bis zu wenigen Mikrometern untersucht werden.

- Bei der Kernreaktionsanalyse (NRA) werden Ionenstrahlen verschiedener Elemente auf einen Probekörper geschossen, um damit Kernreaktionen auszulösen. So kann beispielsweise mit einem Stickstoffionenstrahl über die Kernreaktion 15N(1H,α γ)12C die Konzentration von Wasserstoff im Probekörper z. B. einem Kristall oder einem beschichteten Material bestimmt werden. Entscheidend ist dabei die Kontrolle der Energie des Ionenstrahls, zum einen um die Reaktionsenergie zu treffen und zum anderen die Tiefeninformation bzw. Schichtanalyse zu erhalten. Der Ionenstrahl wird im Probekörper abgebremst und verliert dann die notwendige Reaktionsenergie. Erhöht man nun die Energie des Ionenstrahls, ist die Reaktionsenergie an der Probekörperoberfläche zu groß, erreicht aber nach Abbremsung in einer gewissen Tiefe die optimale Reaktionsenergie.

- Weitere Methoden der Ionenstrahlanalytik sind z. B. PIXE und SIMS. Bei PIXE wird durch einen Ionenstrahl auf einen Probeköper die Elektronenhülle von Atomen zur Emission von charakteristischer Röntgenstrahlung angeregt, über die Elemente und deren Konzentration ermittelt werden können und so Oberflächen untersucht werden können. Bei SIMS wird mit Ionenstrahlen auf einer Oberfläche deren Ionen herausgeschossen, die über eingeschlossenes Massenspektrometer analysiert werden. Diese Methode ist nichtzerstörungsfrei.

- Eine technisch sehr einfache Methode ist die Tracerdiffusion, mit der Diffusionsprofile mit Hilfe von Isotopen oder meist eher radioaktiven Isotopen bestimmt wird. Auf einen Kristall wird eine kleine Menge eines radioaktiven Isotops aufgebracht. Durch Heizen der Probe auf eine entsprechend hohe Temperatur für eine bestimmte Zeit, diffundiert das radioaktive Isotop in den Kristall ein und hinterlässt dabei ein Diffusionsprofil, d. h., die Konzentration ist an der Oberfläche viel höher und nimmt dann zur Kristalltiefe hin ab. Durch schichtweises Abpolieren der Kristalloberfläche kann je Schicht die darin enthaltene Radioaktivität gemessen werden oder es wird die Restaktivität im Kristall bestimmt. Die abpolierte Schichtdicke wird zusätzlich bestimmt und das Konzentrationsprofil im Kristall ermittelt, woraus der Diffusionskoeffizient für eine bestimmte Temperatur bestimmt werden kann. Messungen über verschiedene Diffusionstemperatur lassen die Aktivierungsenergie des Diffusionsprozesses bestimmen, womit Diffusionsprozesse theoretisch beschrieben werden können. In der Materialforschung oder Chip-Herstellung ist die Kenntnis dieser Werte von großer Bedeutung. Die mechanische Abtragung kann auch mit Hilfe von Ionenstrahlen anstatt Polieren erfolgen. Oft wird die Methode ohne Verwendung von Radioaktivität auch mit SIMS kombiniert. Bei Nutzung von radioaktiven Isotopen werden nur sehr kleine Mengen oft weit unterhalb der Freigrenze benötigt, da die Messung über ein Gamma-Spektrometer hochempfindlich ist.

### Atomar-mikroskopische Methoden
- Der Mößbauer-Effekt nutzt die Wiederabsorption emittierte Gamma-Strahlung aus dem Kern desselben Isotops. Entscheidend dabei ist die hohe Linienschärfe der emittierten Gamma-Strahlung, was dadurch erreicht wird, dass die Verbreiterung der Strahlung aufgrund des Rückstoßes beim Kernzerfall durch den festen Einbau des radioaktiven Isotops der Strahlenquelle in ein Kristallgitter aufgefangen wird. Die Energie der Gamma-Strahlung wird dann mithilfe des Dopplereffekts variiert und dabei die Absorption des Probekörpers gemessen, woraus die Hyperfeinwechselwirkung bestimmt werden kann, was eine Wechselwirkung des Kerns mit der chemischen Umgebung des Kerns, des elektrischen Quadrupolmoments oder des magnetischen Dipolmoments ist.

- Die Gestörte Gamma-Gamma-Winkelkorrelation (Engl.: Perturbed Angular Correlation, PAC) nutzt spezielle radioaktive Isotope, die über einen Zwischenzustand zerfallen, der einen Halbwertszeit von ca. 2–2000 ns hat und der gemessen wird. Die geeigneten PAC-Isotope werden in einen Probekörper, meist ein Kristallgitter, eingebaut. Aufgrund der Hyperfeinwechselwirkung des zerfallenen Atomkerns mit der Umgebung im Kristallgitter können das elektrischen Quadrupolmoments oder das magnetische Dipolmoment bestimmt werden und daraufhin Rückschlüsse über die lokale Struktur im Kristallgitter gewonnen werden. PAC ist eine hochsensitive Methode und hat keinen Debye-Waller-Faktor, d. h., der Effekt selbst hat keine Temperaturabhängigkeit. Hingegen kann die Temperaturabhängigkeit des Hyperfeinwechselwirkung im Kristall über einen sehr großen Temperaturbereich gemessen werden. Mit PAC können auch biologische Systeme untersucht werden oder seit den letzten Jahren auch lineare Moleküle in der Gasphase.

- Die Kernspinresonanz (Engl.: Nuclear Magnetic Resonance, NMR) ist die in dieser Gruppe bekannteste Methode. Bei ihr wird das magnetische Moment eines Atomkerns eines Elements im magnetischen Feld, siehe Zeeman-Effekt, mithilfe von einer geeigneten Radiofrequenz angeregt. Es gibt dazu verschiedene Messverfahren, die Resonanz zu messen. Beobachtet wird auch hier die Hyperfeinwechselwirkung, die sowohl chemische Informationen der Umgebung des Atomkerns. Es gibt heute weite Anwendungsbereiche der Methode von Chemie, physikalischer Chemie, Medizin (Bildgebung), Geophysik, und Quantencomputing.

- Die Kernorientierung (Engl.: Nuclear Orientation, NO) verwendet die gleiche Technologie wie NMR, nur werden meist keine äußeren magnetischen Felder angelegt, oder nur kleine, weil das ausgewählte Isotop in ein magnetisches Material implantiert ist, was selbst intern sehr große magnetische Felder (bis ca. 100 Tesla) hat, so dass die Umgebung des Materials untersucht wird. Auch hier wird wieder die Hyperfeinwechselwirkung im Material gemessen.

- Die Myon-Spin-Rotation, -Relaxation, -Resonanz (µSR) verwendet statt Isotope die Elementarteilchen, Myonen, die wie das Elektron eine negative Elementarladung. Es ist jedoch rund 200-mal schwerer als das Elektron. Myonen werden in Teilchenbeschleunigern erzeugt. Verwendet wird jedoch meist sein Antiteilchen, das Anti-Myon, was eine positive Ladung hat. Die Myonen werden als magnetische Sonden zur Untersuchung von Kristallgittern eingesetzt. Dabei nimmt das Myon Gitterleerstellen oder Zwischengitterplätze ein. Die Theorie ist der der Gestörten Gamma-Gamma-Winkelkorrelation sehr ähnlich.

- Beim Gitterführungseffekt (Engl: Channeling) werden radioaktive Isotope nahe unter der Oberfläche eines Kristallgitters implantiert. Die austretende Alpha- oder Beta-Strahlung wird entlang einiger Richtungen des Kristallgitters weniger absorbiert in andere mehr. Wird ein Pixel-Detektor sehr genau parallel zur Oberfläche eines gut kristallographisch orientierten Kristalls, siehe Millersche Indizes, aufgebaut, entstehen Intensitätsmuster der emittierten Strahlung, die Rückschlüsse auf die Gitterposition des implantierte radioaktiven Isotops hochgenau zulassen. Auf diese Weise können z. B. Gitterplätze von dotierten Halbleitern bestimmt werden.

### Kernphysikalische Messmethoden mit Anwendung in der Medizin
- Die Magnetresonanztomographie (MRT) ist eine in der Medizin am häufigsten angewandte bildgebende Technik der NMR, mit der insbesondere Gewebe genau und fein dargestellt werden kann.

- Mit der Positronen-Emissions-Tomographie (PET) werden mit Hilfe von radioaktiven Markern biochemische und physiologische Funktionen im Körper abgebildet. Die Methode verwendet radioaktive Isotope, die Positronen emittieren, die mit den Elektronen der Materie sofort annihilieren und zwei Gamma-Strahlen in entgegengesetzter Richtung gleichzeitig ausstrahlen. Durch eine geschickte Optik (Abschirmung) kann die Position des Zerfalls für die Ortsauflösung bestimmt werden.

- Bei Tracer-Methoden mit Radioisotopen werden radioaktive Isotope eingesetzt, die entweder direkt von bestimmten Organen im Körper aufgenommen werden und dann mittels Detektoren bildgebend genutzt werden können. Beispielsweise wird 99mTc für die Untersuchung der Schilddrüse verwendet, um heiße Knoten, also besonders aktive Zentren der Schilddrüse, aufzuspüren. Mit einer Strahlentherapie mit 131I können diese Knoten dann zerstört werden, da diese das radioaktive Iod besonders stark aufnehmen und infolge dann dort die höchste Strahlenbelastung örtlich entsteht. Bei anderen Verfahren kann ein radioaktives Isotop auch an Antikörper gekoppelt werden, um bestimmte Infektionsherde aufzuspüren. Auch können beispielsweise aus einer Blutprobe des Patienten weiße Blutzellen isoliert werden und diese mit 111In radioaktiv markiert und wieder in den Körper zurückgegeben werden. Diese reichern sich dann an Entzündungsherden an, die dann aufgespürt werden können.

- In einer neuen Form der Strahlentherapie können besondere radioaktive Isotope eingesetzt werden, die nur eine sehr kurze Reichweite von wenigen Mikrometern ihrer Strahlenschäden haben. Werden diese an Antikörper gegen Krebszellen gebunden gebunden, haften sich diese radioaktiven Antikörper an die Krebszellen und zerstören sie ohne viel gesundes Gewebe zu zerstören. Insbesondere können damit auch weitverteilte Metastasen zerstört werden. Ausgewählte Sonden sind gleichzeitig auch PET-aktiv und können für die laufende Bildgebung verwendet werden. Am CERN-MEDICIS-Projekt wird dies aktuell erforscht.